# Regiunea Silistra
Provincia Silistra (bulgară Област Силистра, transliterat Oblastul Silistra, anterior numit okrugul Silistra) este o provincie din Bulgaria, numită după orașul de reședință - Silistra. Este împărțită în șapte municipii cu o populație totală, în decembrie 2009, de 127.659. Provincia face parte din Dobrogea de Sud, care a făcut parte din România până în 1940.
Provincia Silistra este o provincie în mod tradițional agricolă, în principal datorită solului ei fertil. Provincia este cunoscută pentru pelicani și țuica de caise.
Pe lângă centrul administrativ, alte orașe sunt Alfatar, Dulovo, Glavinița, Kainardja, Sitovo și Tutrakan.

## Comune/Obștini
Provincia Silistra cuprinde 7 comune (bulgară община - plural: общини, obshtini). Următorul tabel arată numele fiecărei comune în engleză și chirilică, orașul principal (în aldine) sau satul și populația fiecăruia din decembrie 2009.
| Comună     | Chirilică | Pop.   | Oraș/Sat  | Pop.   |
| ---------- | --------- | ------ | --------- | ------ |
| Alfatar    | Алфатар   | 3,324  | Alfatar   | 1,714  |
| Glavinița  | Главиница | 12,610 | Glavinița | 1,928  |
| Dulovo     | Дулово    | 28,860 | Dulovo    | 6,621  |
| Kaynardzha | Кайнарджа | 5,250  | Kainardja | 783    |
| Silistra   | Силистра  | 54,885 | Silistra  | 37,837 |
| Sitovo     | Ситово    | 5,810  | Sitovo    | 847    |
| Tutrakan   | Тутракан  | 16,920 | Tutrakan  | 9,476  |

## Demografie
<div class="transborder" style="position:absolute;width:100px;line-height:0;
Componența etnică a regiunii Silistra
     Bulgari (57,4%)
     Turci (36,1%)
     Romi (5,1%)
     Altă etnie (1,4%)
Componența confesională a regiunii Silistra
     Ortodocși (59,1%)
     Musulmani (38,2%)
     Protestanți (0,2%)
     Romano-catolici (0,1%)
     Altă religie (2,4%)
Conform unui recensământ din 2001, provincia Silistra avea o populație de 142.000 de locuitori, dintre care 49,7% erau bărbați și 50,3% femei. La sfârșitul anului 2009, populația provinciei, anunțată de Institutul Național de Statistică din Bulgaria, era de 127.659 dintre care 25,6% sunt locuitori în vârstă de peste 60 de ani.

## Politică și administrație
Regiunea Silistra este administrată de un președinte de regiune (sau oblast/provincie) și un consiliu regional care este compus din 33 de consilieri. Președintele regiunii este Iulian Naidenov de la GERB. Începând cu alegerile locale din 2019, consiliul regional are următoarea componență:
|  | GERB                                      | 11 |  |  |  |  |  |  |  |  |  |  |  |
|  | BSP                                       | 6  |  |  |  |  |  |  |  |  |  |  |  |
|  | Coaliția Locală „Alternativa Cetățenilor” | 4  |  |  |  |  |  |  |  |  |  |  |  |
|  | Partidul Social Democrat                  | 3  |  |  |  |  |  |  |  |  |  |  |  |
|  | Mișcarea 21                               | 3  |  |  |  |  |  |  |  |  |  |  |  |
|  | Alternativa pentru Renașterea Bulgariei   | 2  |  |  |  |  |  |  |  |  |  |  |  |
|  | DPS                                       | 2  |  |  |  |  |  |  |  |  |  |  |  |
|  | DB                                        | 2  |  |  |  |  |  |  |  |  |  |  |  |

## Lista orașelor din oblast

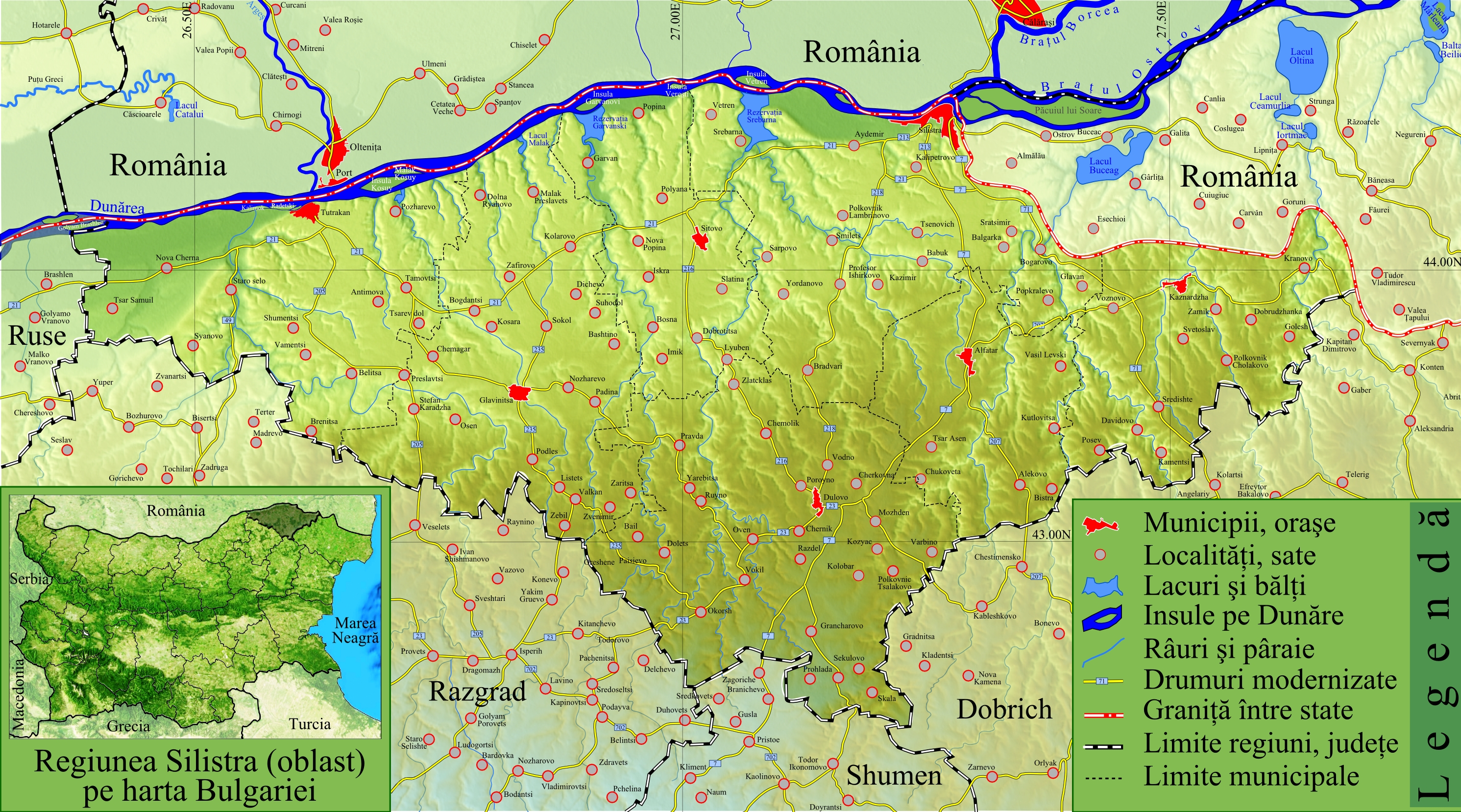
Harta Regiunii Silistra

- Silistra
- Tutrakan
- Dulovo
- Glavinița
- Alfatar